# اشتاینبرگ
اشتاینبرگ (انگلیسی: Steinberg) شرکت نرم‌افزار آلمانی است، که در سال ۱۹۸۴ تأسیس شد.